# 채태석
채태석(1972년 2월 2일 ~ )은 대한민국의 배우 겸 모델이다.

## 데뷔
1990년 연극배우 첫 데뷔하였다.

## 학력
- 서울예술대학교 연극과

## 출연작

### 영화
- 《알파 센타우리》 (2010년) - 남자 역
- 《홍길동의 후예》 (2009년) - 정민 가드 1 역
- 《B형 남자친구》 (2005년)
- 《태극기 휘날리며》 (2004년) - 보안 장교 역
- 《교도소 월드컵》 (2001년) - 탈출 역

### 드라마
- 《뱀파이어 검사》 (OCN, 2011년) - 박미영의 오빠 역
- 《여자는 다 그래》 (E채널, 2010년)
- 《마녀유희》 (SBS, 2007년)

### 연극
- 《빨주노초파》

### 뮤직비디오
- 김동률 - 다시 사랑한다 말할까
- 박현빈 - 앗! 뜨거
- 샤바오량 - 무명씨